# Saint-Gilles, Gard
Saint-Gilles là một xã trong vùng Occitanie, thuộc tỉnh Gard, quận Nîmes, tổng Saint-Gilles. Tọa độ địa lý của xã là 43° 40' vĩ độ bắc, 04° 25' kinh độ đông. Saint-Gilles nằm trên độ cao trung bình là 7 mét trên mực nước biển, có điểm thấp nhất là 0 mét và điểm cao nhất là 107 mét. Xã có diện tích 153,73 km², dân số vào thời điểm 2005 là 11.626 người; mật độ dân số là 75 người/km².

## Thông tin nhân khẩu
| 1962  | 1968  | 1975  | 1982  | 1990   | 1999   | 2000   |
| ----- | ----- | ----- | ----- | ------ | ------ | ------ |
| 6 714 | 8 732 | 8 679 | 9 887 | 11 304 | 11 626 | 12 201 |

## Nhân vật nổi tiếng
- Giáo hoàng Clément IV
- Georges-Jean Arnaud (sinh 1928), nhà văn.

## Địa điểm tham quan
- Nhà thờ-tu viện Saint-Gilles được xây trong thời gian từ 1125 đến 1150,di sản thế giới của UNESCO.